# Salix melanopsis
Salix melanopsis es una especie de sauce perteneciente a la familia de las salicáceas. Es nativa del oeste de Norteamérica, desde Columbia Británica y Alberta a California y Colorado,  donde crece en muchos tipos de hábitats húmedos y muy húmedos, como orillas de ríos y en prados subalpinos de montaña, en  sustratos de roca y limo.

## Descripción
Es un arbusto que alcanza un tamaño de hasta 4 metros de altura, a veces brota en abundancia de su tallo para formar una colonia de matorrales. Las hojas son puntiagudas, ovaladas, lanceoladas o lineales que puede crecer más de 13 centímetros de largo y tienen bordes lisos o  dentados. La inflorescencia es un amento de hasta 5 o 6 centímetros de largo.

## Taxonomía
Salix melanopsis fue descrita por Thomas Nuttall y publicado en American Naturalist 8(4): 202, en el año 1874.
Etimología
Salix: nombre genérico latino para el sauce, sus ramas y madera.
melanopsis: epíteto latino 
Sinonimia
- Salix bolanderiana Rowlee
- Salix exigua var. gracilipes (C.R. Ball) Cronquist
- Salix exigua var. melanopsis (Nutt.) Cronquist
- Salix exigua subsp. melanopsis (Nutt.) Cronquist
- Salix exigua var. tenerrima (L.F. Hend.) C.K. Schneid.
- Salix fluviatilis Nutt.
- Salix fluviatilis var. tenerrima (L.F. Hend.) Howell
- Salix longifolia var. tenerrima L.F. Hend.
- Salix melanopsis var. bolanderiana (Rowlee) C.K. Schneid.
- Salix melanopsis var. gracilipes C.R. Ball
- Salix melanopsis var. kronkheitii Kelso
- Salix melanopsis var. melanopsis
- Salix melanopsis var. tenerrima (L.F. Hend.) C.R. Ball
- Salix parksiana C.R. Ball
- Salix sessilifolia var. vancouverensis Brayshaw
- Salix tenerrima (L.F. Hend.) A. Heller[3]